# 红戈拉区
红戈拉区（俄语：Красногорский район）是俄罗斯联邦布良斯克州下辖的一个区，其行政中心为红戈拉。据2016年统计，该区的人口为12310人。